# SK Rapid Vídeň
Sportklub Rapid Wien (obecně známý jako Rapid Vídeň) je rakouský fotbalový klub sídlící ve Vídni. Soutěží v Bundeslize, nejvyšší úrovni rakouského fotbalu, a své domácí zápasy hraje na Allianz Stadionu.
Rapid je rekordmanem v počtu rakouských titulů, získal jich celkem 32, včetně úvodního v sezóně 1911/12. Celkem 14× se mu také povedlo vyhrát rakouský pohár a 3× dnes již zaniklý rakouský superpohár. Je tak druhým nejúspěšnějším rakouským klubem podle počtu trofejí, hned za svým největším rivalem, Austrií Vídeň. Společně s Austrií je Rapid jedním ze dvou klubů, které nikdy za celou svoji historii nesestoupily z rakouské nejvyšší soutěže. Kromě vítězství v rakouských soutěžích se Rapidu po připojení Rakouska k nacistickému Německu podařilo stát v sezóně 1940/41 německým mistrem a v sezóně 1938/39 vyhrát německý pohár.
V roce 1930 Rapid jako první rakouský klub vyhrál Mitropa Cup, poté co se v prvních dvou ročnících 1927 a 1928 dostal do finále, ale ani jednou neuspěl. Dostal se také dvakrát do finále Poháru vítězů pohárů, v sezónách 1984/85 a 1995/96, ani jednou se mu však nepodařilo vyhrát.

## Historie
Rapid byl založený v roce 1897 jako První dělnický klub Vídně (Erster Wiener Arbeiter-Fusball-Club). Barvy klubu byly v tom čase červená a modrá a dosud je Rapid používá na hřištích soupeřů.
8. ledna 1899 byl klub přejmenovaný na současný Sportklub Rapid Wien a v roce 1904 byly klubové barvy změněné na zelenou a bílou.

## Češi v klubu
Češi a Slováci byli v Rapidu vždy vítáni. Vídeňští rodáci Bican a Vytlačil hráli za Rapid ještě před druhou světovou válkou, Panenka tu hrál finále Poháru vítězů, Wagner nadchl trofejí pro krále střelců, Bejbl s Kinclem zde ochutnali Ligu mistrů. Panenka: „Rapid si nás vždycky považoval. Pan Bican nám udělal dobré renomé a pak už to šlo docela snadno...“. Antonín Panenka dodnes (2015) dostává každý rok permanentku, parkovací kartu, rozpis zápasů a křeslo mezi klubovými legendami. 
- Rudolf Vytlačil – trenér československých vicemistrů světa z roku 1962. S Rapidem byl ve 30. letech dvakrát druhý. Narozen u Vídně.
- Pepi Bican – před válkou rakouským mistrem s Rapidem (později i s Admirou). Narozen ve Vídni.
- František Veselý – v sezoně 1980/81 dal ve 20 zápasech 1 gól.
- Antonín Panenka – v letech 1981–1985 odehrál za klub 126 zápasů (63 gólů), bývalý hráč Bohemians Praha, útočný halv.
- Ladislav Maier – brankář Rapidu, 151 zápasů, titul získal až jako náhradník.
- René Wagner – v letech 1996–2004 odehrál bývalý útočník Zbrojovky Brno za Rapid 220 zápasů (75 gólů). Nejlepší střelec ligy 1996/97, přestože do Rapidu z Brna přestoupil, když už bylo v rakouské lize odehráno několik kol. Titul mu unikl, čtyřikrát byl druhý. Hrál skupinu Ligy mistrů 1996/97.
- Marek Kincl – tři roky v Rapidu (2004–06), získal titul, zahrál si Ligu mistrů a v 95 zápasech dal 27 gólů.
- Radek Bejbl – v Rapidu 2005–07.
- Tomáš Došek – 1 sezona (2004/05), 28 zápasů, 7 gólů, titul.
- Petr Voříšek – 1 sezóna (2006/07), čtvrté místo.

## Významní hráči
- Franz Binder (1930–1949)
- Robert Dienst (1948–1962)
- Gerhard Hanappi (1950–1965)
- Hans Krankl (1970–1978, 1981–1986)

## Trofeje
- Rakouská Bundesliga (32×)[2]
  - 1911/12, 1912/13, 1915/16, 1916/17, 1918/19, 1919/20, 1920/21, 1922/23, 1928/29, 1929/30, 1934/35, 1937/38, 1939/40, 1940/41, 1945/46, 1947/48, 1950/51, 1951/52, 1953/54, 1955/56, 1956/57, 1959/60, 1963/64, 1966/67, 1967/68, 1981/82, 1982/83, 1986/87, 1987/88, 1995/96, 2004/05, 2007/08
- Rakouský Pohár (14×)[3]
  - 1918/19, 1919/20, 1926/27, 1945/46, 1960/61, 1967/68, 1968/69, 1971/72, 1975/76, 1982/83, 1983/84, 1984/85, 1986/87, 1994/95
- Rakouský Superpohár (3×)[4]
  - 1986, 1987, 1988
- Německá Bundesliga (1×)[5][6]
  - 1940/41
- Německý Pohár (1×)[7][8]
  - 1938/39
- Mitropa Cup (1×)[9]
  - 1930